# Broasca (povestire)
„Broasca” este o povestire științifico-fantastică din 1964 a scriitorului român Vladimir Colin. A apărut în colecțiile de povestiri Viitorul al doilea (1966), Povestiri științifico-fantastice (1976), Dinții lui Cronos (1975) și Întoarcere pe Planeta Albastră (1989). Colin a fost influențat la scrierea povestirilor „Broasca”, „Cetatea morților” și „Lnaga” de Abraham Merritt și H.P. Lovecraft.

## Prezentare

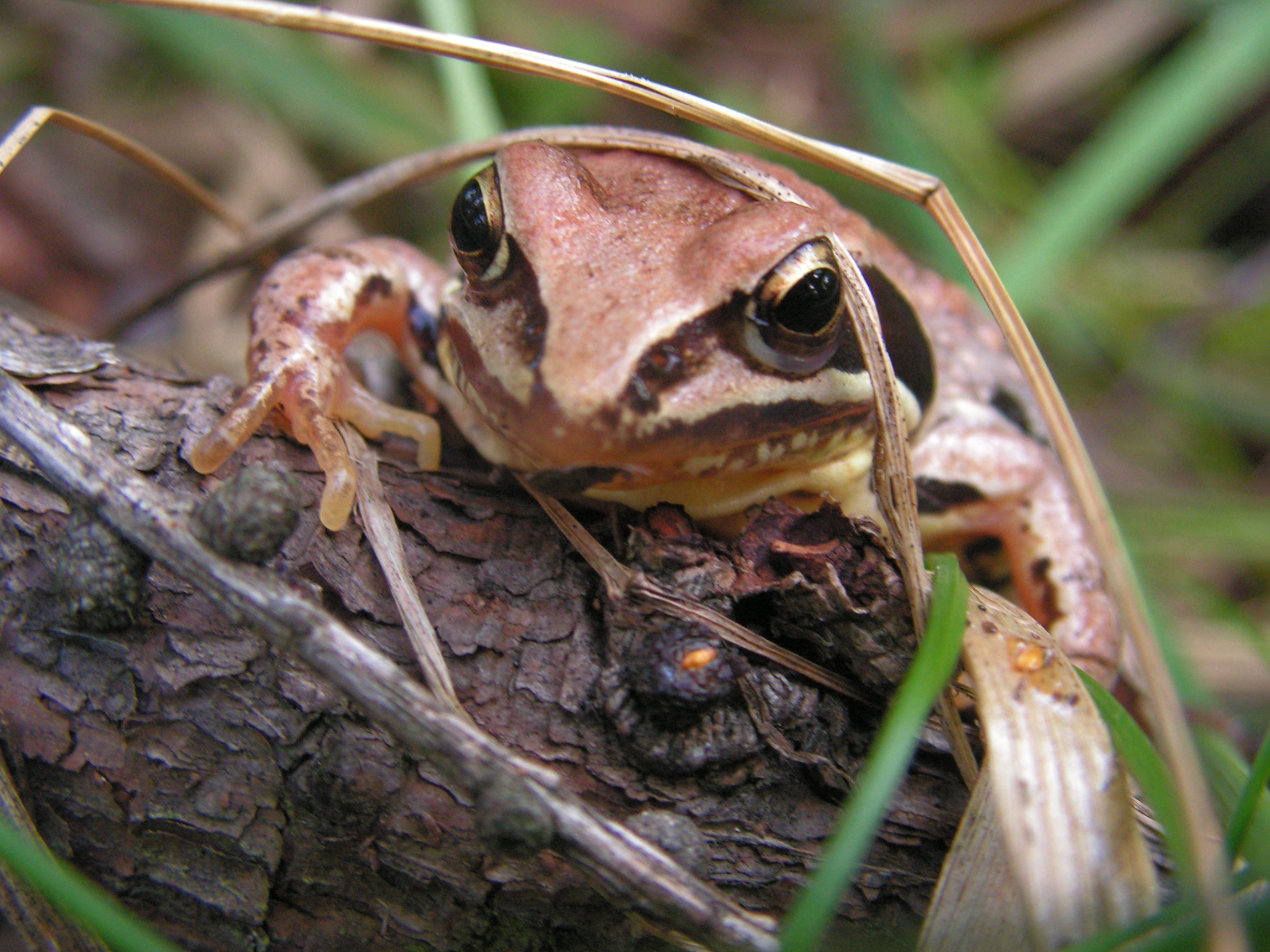
O broască roșie

Povestirea este scrisă din punctul de vedere al unui adult, un statistician, aflat vara în concediu, pe malul Dunării, în satul Solzosu, împreună cu fiica sa de șase ani, Ioana. Într-o zi, jucându-se în grădină, Ioana dă peste o ființă de culoare roșie, pe care ea o denumește „broască”. O ia în mână, dar fiind „înțepată” de aceasta o aruncă într-o groapă. A doua zi, vegetația grădinii începe să-și schimbe culoarea în roșu.
În același timp, culoarea palmei Ioanei devine, la rândul său, roșie, iar fetița începe să se comporte foarte diferit, afirmând și apoi demonstrând că vede cu palma, apoi distinge prin materie organică, dar nu prin cea anorganică și se împrietenește cu o păpădie, devenită și ea roșie, de la care află lucruri tulburătoare. Mai apoi, nucul din grădină se înroșește și el, iar fructele acestuia, nucile, par a fi depozitarele unor calități extraordinare.
Din dialogul ei cu păpădia, Ioana află despre o altă planetă, aflată undeva în Univers, pe care ființele gânditoare sunt plantele acesteia, iar „broasca”  este de fapt un mesager al plantelor gânditoare de pe acea planetă. Foarte mulți copaci gânditori ai florei planetei își dăduseră viața pentru ca mesagerul lor pentru alte ființe gânditoare, „broasca”, să poată fi realizată și apoi trimisă la distanțele cosmice de ani lumină, ce separau planeta lor de Pământ. Apoi, tot din dialogul său cu păpădia, tatăl fetei descoperă că Ioana devine mai târziu capabilă de a comunica direct cu flora gânditoare a acelei planete, de la care află că planeta plantelor gânditoare este a doua planetă a unui soare albastru.
Între timp, tot ceea ce se întâmplase devine subiectul știrilor senzaționale, numite „Evenimentele de la Solzosu”, iar un alt  personaj apare. Acesta este profesorul Cornea, care are lungi discuții cu fata și cu tatăl acesteia, colecționează semințelor plantelor din grădină, nucile nucului, realizează diferite măsurători, și altele. Tonul povestirii, odată cu apariția savantului devine sec, lacunar și științific, indicând mai ales faptic că în anul următor grădina nu mai indică defel existența fenomenelor anormale de anul trecut și că singura speranță a lui Cornea și a echipei sale este pusă în semințele colectate din grădina devenită integral roșie, dar mai ales din nucile nucului roșu ce radia o superbă lumină roșie în timpul nopții.
În final aflăm că, după un an, palma Ioanei și-a atenuat culoarea roșie, abilitățile extraordinare ale fetiței se estompează pe zi ce trece, iar ea însăși este mult mai puțin preocupată de evenimentele anului trecut, fiind totodată mult mai mult interesată de alte evenimente, așa cum este mersul la școală, noi prieteni și cunoștințe.

## În alte limbi
În limba rusă a fost tradusă ca Лягушка și a apărut în antologiile «Зубы Хроноса» (Dinții lui Cronos) din 1975 și  «Лягушка» (Broasca) din 1967. N. Dumitru a tradus versiunea din 1967 și Eliseevich Loginovsky a tradus versiunea din 1975.

## Legături externe
- Povestirea Broasca Arhivat în 14 februarie 2019, la Wayback Machine.
- Referat Broasca, povestire de Vladimir Colin
- Broasca la Scribd.com